# 帝京短期大学
帝京短期大学（日语：／ Teikyō Tanki Daigaku *），简称「帝京短大」・「帝短大」・「帝短」，是一所位于日本东京都涩谷区的私立短期大学。帝京大学短期大学、帝京平成护理短期大学、帝京学园短期大学等是姊妹校。

## 概要

### 简介
- 学校最早可以追溯到1931年[1][2]。短期大学为于1962年开办[2]、由学校法人冲永学园经营[3]、为男女同校[4]从2006年[2]。「礼仪」「努力」「诚实」为建学的精神[2]

### 历史

#### 本科的历史
- 1962年 帝京短期大学成立并同时设置一个学科即食物科[2]。
- 1963年 改名为家政科[2]。
- 1967年 家政科分离为两个专攻、以下列举[2]。
  - 家政专攻
  - 食物营养专攻
- 1988年 家政科更名为生活科学科[2]。
- 2006年 开始招収男学生[2]。
- 2007年 儿童教育学科成立[2]。
- 2008年 生活护理学科[注 2]成立。分离为两个专攻、以下列举[2]。
  - 身体环境护理专攻[注 3]
  - 身体机能护理专攻[注 4]
    - 第一部
    - 第二部
- 2009年 函授教育课程成立于儿童教育学科[2]。

#### 专科的历史
- 2007年 儿童教育专攻[注 5]成立[2]。
- 2008年 临床工学专攻成立[2]。
- 2013年 保健教育专攻成立[2]。

### 宪章
- 请参看帝京短期大学的标志 （页面存档备份，存于） （日語） 2014年5月17日阅览。

### 教育与研究
- 帝京短期大学有培训课程、以下列举。
  - 生活科学科
    - 生活科学专攻：有未来的保健教师培训课程（以前有中学校的教师（家庭科・保健科）培训课程了）
    - 食物营养专攻：有未来的营养师、营养教谕、中学校的教师（家庭科）培训课程。

  - 儿童教育学科
    - 第一部：有未来的幼稚园的教师培训课程。
    - 函授教育课程：有未来的保育员和幼稚园的教师培训课程。

  - 生活护理学科[注 2]
    - 身体环境护理专攻[注 3]有未来的医检师培训课程。
    - 身体机能护理专攻（第一部、第二部）[注 4]有未来的柔道整骨人培训课程。

## 学校环境
- 校区：在东京都涩谷区

## 历任校长
- 冲永キン：第一代短期大学校长[5]。
- 冲永宽子：现在短期大学校长[6]

## 组织

### 学科
- 生活科学科
  - 生活科学专攻
  - 食物营养专攻
- 儿童教育学科[注 1]
  - 第一部
  - 函授教育课程
- 生活护理学科[注 2]
  - 身体环境护理专攻[注 3]
  - 身体机能护理专攻[注 4]

### 专科
| - 儿童教育专攻 - 临床工学专攻 - 保健教育专攻 |

### 业余课程
| - 没有 |

### 附属机关
| - 图书馆 |

## 知名校友
- 田丸麻纪：女演员・时装模特儿

## 相关链接
- 日本短期大学列表
- 帝京大学短期大学
- 帝京平成护理短期大学
- 帝京学园短期大学
- 帝京大学福冈短期大学：已于2006年停办